# Kay Felder
Kahlil Ameer "Kay" Felder, Jr., né le 29 mai 1995 à Détroit, Michigan, est un joueur américain de basket-ball. Il mesure 1,73 m et évolue au poste de meneur.

## Biographie

### Carrière universitaire
À la fin du mois de mars 2016, il est nommé dans le troisième meilleur cinq majeur de la saison NCAA aux côtés de Grayson Allen, Yogi Ferrell, Jamal Murray et Jarrod Uthoff.
Le 9 avril 2016, il annonce sa candidature à la draft 2016 de la NBA.

### Carrière professionnelle

#### Cavaliers de Cleveland (2016-2017)
Durant le NBA Draft Combine 2016, Felder et son mètre soixante-quinze égale Pat Connaughton pour la deuxième plus grande détente verticale de l'histoire du draft combine avec 110 centimètres. Malgré ces bons chiffres lors du draft combine, il est estimé que Felder serait choisi à la fin du second tour de la draft 2017 avec le risque qu'il ne serait peut-être même pas drafté.
Finalement, il est choisi en 54e position par les Hawks d'Atlanta. Le même soir, il est transféré aux Cavaliers de Cleveland. En juillet 2016, il participe à la NBA Summer League 2016 avec les Cavaliers. le 6 août 2016, il signe un contrat de 2,4 millions de dollars sur trois ans avec les Cavaliers. Il fait ses débuts avec les Cavaliers lors du troisième match de la saison le 29 octobre, durant lequel il marque deux points en cinq minutes en étant remplaçant lors de la victoire 105 à 99 contre le Magic d'Orlando. Le 14 décembre, en l'absence de Kyrie Irving, Felder bat son record de points avec 14 unités en 23 minutes lors de la défaite 93 à 85 chez les Grizzlies de Memphis. Durant sa saison rookie, il est envoyé plusieurs fois dans l'équipe du Charge de Canton en D-League. Felder ne dispute aucun match des playoffs 2017 mais les Cavaliers atteignent la finale NBA où ils perdent chez les Warriors de Golden State en cinq matches.

#### Bulls de Chicago (2017)
Le 14 octobre 2017, il est échangé avec Richard Jefferson aux Hawks d'Atlanta et retrouve la franchise qui l'avait drafté l'année d'avant, mais, lui et Richard Jefferson sont immédiatement coupés.
Il signe deux jours plus tard avec les Bulls de Chicago mais est licencié en décembre 2017.

## Statistiques

### Universitaires
Les statistiques en matchs universitaires de Kay Felder sont les suivantes :
| Saison    | Équipe       | Matchs | Titul. | Min./m | % Tir | % 3pts | % LF | Rbds/m. | Pass/m. | Int/m. | Ctr/m. | Pts/m. |
| --------- | ------------ | ------ | ------ | ------ | ----- | ------ | ---- | ------- | ------- | ------ | ------ | ------ |
| 2013-2014 | Oakland (en) | 33     | 33     | 32,3   | 40,2  | 32,3   | 75,6 | 3,91    | 6,42    | 0,88   | 0,12   | 9,52   |
| 2014-2015 | Oakland      | 33     | 33     | 38,5   | 42,2  | 33,8   | 82,6 | 4,79    | 7,64    | 2,00   | 0,24   | 18,12  |
| 2015-2016 | Oakland      | 35     | 35     | 36,7   | 44,0  | 35,5   | 84,8 | 4,26    | 9,26    | 1,97   | 0,20   | 24,37  |
| Total     |              | 101    | 101    | 35,9   | 42,6  | 34,5   | 82,2 | 4,32    | 7,80    | 1,62   | 0,19   | 17,48  |

### Professionnelles

#### Saison régulière NBA
| Saison    | Équipe    | Matchs | Titul. | Min./m | % Tir | % 3pts | % LF | Rbds/m. | Pass/m. | Int/m. | Ctr/m. | Pts/m. |
| --------- | --------- | ------ | ------ | ------ | ----- | ------ | ---- | ------- | ------- | ------ | ------ | ------ |
| 2016-2017 | Cleveland | 42     | 0      | 9,2    | 39,2  | 31,8   | 71,4 | 0,98    | 1,38    | 0,43   | 0,17   | 3,95   |
| Total     |           | 42     | 0      | 9,2    | 39,2  | 31,8   | 71,4 | 0,98    | 1,38    | 0,43   | 0,17   | 3,95   |

#### Saison régulière D-League
| Saison    | Équipe | Matchs | Titul. | Min./m | % Tir | % 3pts | % LF | Rbds/m. | Pass/m. | Int/m. | Ctr/m. | Pts/m. |
| --------- | ------ | ------ | ------ | ------ | ----- | ------ | ---- | ------- | ------- | ------ | ------ | ------ |
| 2016-2017 | Canton | 11     | 11     | 36,0   | 46,7  | 36,4   | 82,6 | 3,36    | 6,00    | 1,55   | 0,36   | 29,91  |
| Total     |        | 11     | 11     | 36,0   | 46,7  | 36,4   | 82,6 | 3,36    | 6,00    | 1,55   | 0,36   | 29,91  |

## Records en NBA
Les records personnels de Kay Felder, officiellement recensés par la NBA sont les suivants :
| Type de statistique        | Saison régulière | Saison régulière                | Saison régulière |
| Type de statistique        | Record           | Adversaire                      | Date             |
| -------------------------- | ---------------- | ------------------------------- | ---------------- |
| Points                     | 14               | @ Grizzlies de Memphis          | 14 décembre 2016 |
| Paniers marqués            | 6                | Pelicans de La Nouvelle-Orléans | 2 janvier 2017   |
| Paniers tentés             | 12               | @ Clippers de Los Angeles       | 18 mars 2017     |
| Paniers à 3 points réussis | 2                | 3 fois                          |                  |
| Paniers à 3 points tentés  | 2                | 8 fois                          |                  |
| Lancers francs réussis     | 7                | @ Pistons de Détroit            | 26 décembre 2016 |
| Lancers francs tentés      | 8                | @ Pistons de Détroit            | 26 décembre 2016 |
| Rebonds offensifs          | 1                | 3 fois                          |                  |
| Rebonds défensifs          | 5                | Bulls de Chicago                | 4 janvier 2017   |
| Rebonds totaux             | 5                | Bulls de Chicago                | 4 janvier 2017   |
| Passes décisives           | 4                | 3 fois                          |                  |
| Interceptions              | 3                | Bulls de Chicago                | 25 février 2017  |
| Contres                    | 1                | 7 fois                          |                  |
| Balles perdues             | 4                | Bulls de Chicago                | 25 février 2017  |
| Minutes jouées             | 23               | @ Grizzlies de Memphis          | 14 décembre 2016 |

- Double-double : aucun (au 12/04/2017).
- Triple-double : aucun.

## Palmarès
- Third-team All-American – AP, NABC, SN (2016)
- Horizon League Player of the Year (2016)
- NCAA season assists leader (2016)
- 2× First-team All-Horizon League (2015, 2016)
- Horizon League Freshman of the Year (2014)
- Horizon League career assists leader